# まるごとジャイアンツ倶楽部
まるごとジャイアンツ倶楽部（まるごとジャイアンツくらぶ）は、アール・エフ・ラジオ日本でシーズンオフの毎年10月～3月の毎週日曜日（他地方局でも一部ネット）放送されていた読売ジャイアンツの情報番組である。
当番組は以前現役選手（宮本和知、槙原寛己、元木大介ら）が出演し番組の題名も「（選手名）のまるごとジャイアンツ倶楽部」と題して、一番選手を身近に感じ取っている選手の本音をさらけ出し、また随時選手ゲストを交えてトークバトルも展開していた。
2003年度のシーズンオフからは現役選手時代にも番組のパーソナリティを勤めた宮本が初のOBパーソナリティとして復帰。元選手の視点で見た巨人軍の魅力、シーズンオフの選手の素顔などを解説している。
1998年度のナイターオフ期間は徳光和夫が『徳光教授の巨人学講座』（とくみつきょうじゅのきょじんがくこうざ）として担当していた。
しかし2006年度はこの番組を放送せず、サタデージャイアンツプライドおよび水野雄仁のサンデージャイアンツプライドを放送している。